# Tillandsia crista-gallii
Tillandsia crista-gallii är en gräsväxtart som beskrevs av Renate Ehlers. Tillandsia crista-gallii ingår i släktet Tillandsia och familjen Bromeliaceae. Inga underarter finns listade i Catalogue of Life.